# ヴァインゴールド
ヴァインゴールド（欧字名:Vain Gold、1979年4月10日 - 1999年7月28日）は、アメリカ合衆国の競走馬、繁殖牝馬。主な勝ち鞍は1981年のガーデニアステークス

## 生涯
1981年9月5日のメイドン競走でデビューし、初勝利を収めた。重賞及びG1初挑戦で出走したフリゼットステークスは5着。アローワンス競走で2勝目を挙げた後、10月のガーデニアステークスで重賞初優勝を果たした。続くデモワゼルステークスは3着。
3歳となった1982年シーズンは7戦して未勝利に終わり、このシーズンを持って引退した。通算成績は14戦3勝・2着3回3着3回。
引退後は繁殖牝馬となった。アメリカで最初の3頭を産んだ後、Believe Itとの仔を受胎した状態で日本に輸入され、社台ファームで繁殖生活を送った。1999年7月28日、死亡。

## 繁殖成績（産駒一覧）
- 1984年生　Phantom Jet（牡）（父： Tri Jet）
- 1985年生　Frassetto Gold（牡）（父： Nodouble）
- 1986年生　Jackson's Drift（牡）（父：  Slew o' Gold）
- 1988年生　ゴールドナゲット（牝）（父： Believe It）
- 1989年生　ゴールドディスク（牡）（父：ノーザンテースト）
- 1990年生　ヤマフヒーロー（牡）（父：ノーザンテースト）
- 1991年生　ベルセゾン（牝）（父：ベリフア）
- 1992年生　ヴァージンゴールド（牝）（父：リアルシャダイ）
- 1993年生　ゴールドリーフ（牝）（父：ダイナガリバー）
- 1996年生　ビハインドザマスク（牝）（父：ホワイトマズル）
- 1997年生　ヴァイオレットラブ（牝）（父：ドクターデヴィアス）

## 主要なファミリーライン
太字はGI級競走優勝馬。*印は日本に輸入された馬。
- *ヴァインゴールド
  - Phantom Jet 1984（ウッドローンS、タンパベイダービー（米G3））
  - ゴールドディスク 1989（OP1勝）
  - ベルセゾン 1991
    - アグネスアーク 2003（2着・天皇賞（秋））
    - マチカネハヤテ 2005
      - ウォーターピオニー 2013
        - ウォーターリヒト 2021（東京新聞杯）

      - レッドアネモス 2016（クイーンS）

    - スウィングベル 2007（珊瑚冠賞）

  - ゴールドリーフ 1993
    - ドリームカトラス 2007（くろゆり賞）

  - ビハインドザマスク 1996（スワンS、セントウルS、京都牝馬S）
    - アメーリア 2003
      - サンライズソア 2014（平安S、名古屋大賞典）

    - ヴェイルドクリス 2005
      - ベラジオソノダラブ 2020（兵庫若駒賞、園田ユースC、菊水賞）

    - マスクトヒーロー 2008（OP1勝）
    - マスクオフ 2009
      - マスクトディーヴァ 2020（阪神牝馬S、ローズS）
      - マスカレードボール 2022（共同通信杯）

  - ヴァイオレットラブ 1997
    - ヴァインドレッサー 2002
      - タイセイサミット 2013（OP1勝）

    - コイウタ 2003（ヴィクトリアマイル、クイーンC）
      - アルティメイトラブ 2009
        - ゴッドセレクション 2018（OP1勝）

      - ミッキーラブソング 2011（OP2勝）
      - ユラノト 2014（OP1勝）

    - ラヴソレイユ 2007
      - タガノファジョーロ 2016（九州大賞典、佐賀王冠賞）

    - ベールドインパクト 2009（OP2勝）

- 出典：牝系検索α

## 血統表
| ヴァインゴールドの血統      | ヴァインゴールドの血統          | ヴァインゴールドの血統          | （血統表の出典）                | （血統表の出典） |
| 父系                        | ミスタープロスペクター系        | ミスタープロスペクター系        | ミスタープロスペクター系        | [ § 2 ]          |
| 父 Mr. Prospector 鹿毛 1970 | 父の父Raise a Native 栗毛 1961  | Native Dancer                   | Polynesian                      | Polynesian       |
| 父 Mr. Prospector 鹿毛 1970 | 父の父Raise a Native 栗毛 1961  | Native Dancer                   | Geisha                          |                  |
| 父 Mr. Prospector 鹿毛 1970 | 父の父Raise a Native 栗毛 1961  | Raise You                       | Case Ace                        | Case Ace         |
| 父 Mr. Prospector 鹿毛 1970 | 父の父Raise a Native 栗毛 1961  | Raise You                       | Lady Glory                      |                  |
| 父 Mr. Prospector 鹿毛 1970 | 父の母Gold Digger 鹿毛 1962     | Nashua                          | Nasrullah                       | Nasrullah        |
| 父 Mr. Prospector 鹿毛 1970 | 父の母Gold Digger 鹿毛 1962     | Nashua                          | Segula                          |                  |
| 父 Mr. Prospector 鹿毛 1970 | 父の母Gold Digger 鹿毛 1962     | Sequence                        | Count Fleet                     | Count Fleet      |
| 父 Mr. Prospector 鹿毛 1970 | 父の母Gold Digger 鹿毛 1962     | Sequence                        | Miss Dogwood                    |                  |
| 母 Chancy Dance 鹿毛 1973   | 母の父Bold Reason 鹿毛 1968     | Hail to Reason                  | Turn-to                         | Turn-to          |
| 母 Chancy Dance 鹿毛 1973   | 母の父Bold Reason 鹿毛 1968     | Hail to Reason                  | Nothirdchance                   |                  |
| 母 Chancy Dance 鹿毛 1973   | 母の父Bold Reason 鹿毛 1968     | Lalun                           | Djeddah                         | Djeddah          |
| 母 Chancy Dance 鹿毛 1973   | 母の父Bold Reason 鹿毛 1968     | Lalun                           | Be Faithful                     |                  |
| 母 Chancy Dance 鹿毛 1973   | 母の母Hasty Hitter 鹿毛 1966    | ヒツテイングアウエー            | Ambiorix                        | Ambiorix         |
| 母 Chancy Dance 鹿毛 1973   | 母の母Hasty Hitter 鹿毛 1966    | ヒツテイングアウエー            | Striking                        |                  |
| 母 Chancy Dance 鹿毛 1973   | 母の母Hasty Hitter 鹿毛 1966    | Hasty Doll                      | Roman                           | Roman            |
| 母 Chancy Dance 鹿毛 1973   | 母の母Hasty Hitter 鹿毛 1966    | Hasty Doll                      | Legendra                        |                  |
| 母系(F-No.)                 | ヴァインゴールド(USA)系(FN:4-r) | ヴァインゴールド(USA)系(FN:4-r) | ヴァインゴールド(USA)系(FN:4-r) | [ § 3 ]          |
| 5代内の近親交配             | アウトブリード                  | アウトブリード                  | アウトブリード                  | [ § 4 ]          |
| 出典                        | 1. 2. 3. 4.                     | 1. 2. 3. 4.                     | 1. 2. 3. 4.                     | 1. 2. 3. 4.      |

- 3代母Hasty Dollの子孫にゴスホークケン、ステラヴェローチェ